# خافيير غولا لوبيز
خافيير غولا لوبيز (بالإسبانية: Javier Goñi)‏ (مواليد 12 أبريل 1986) هو سبّاح إسباني، مثّل بلاده في الألعاب البارالمبية الصيفية 2004.

## روابط خارجية
خافيير غولا لوبيز على موقع Paralympic.org (الإنجليزية)
- خافيير غولا لوبيز على موقع اللجنة البارالمبية الإسبانية (الإسبانية)